# Паром Грэйвзенд — Тилбери

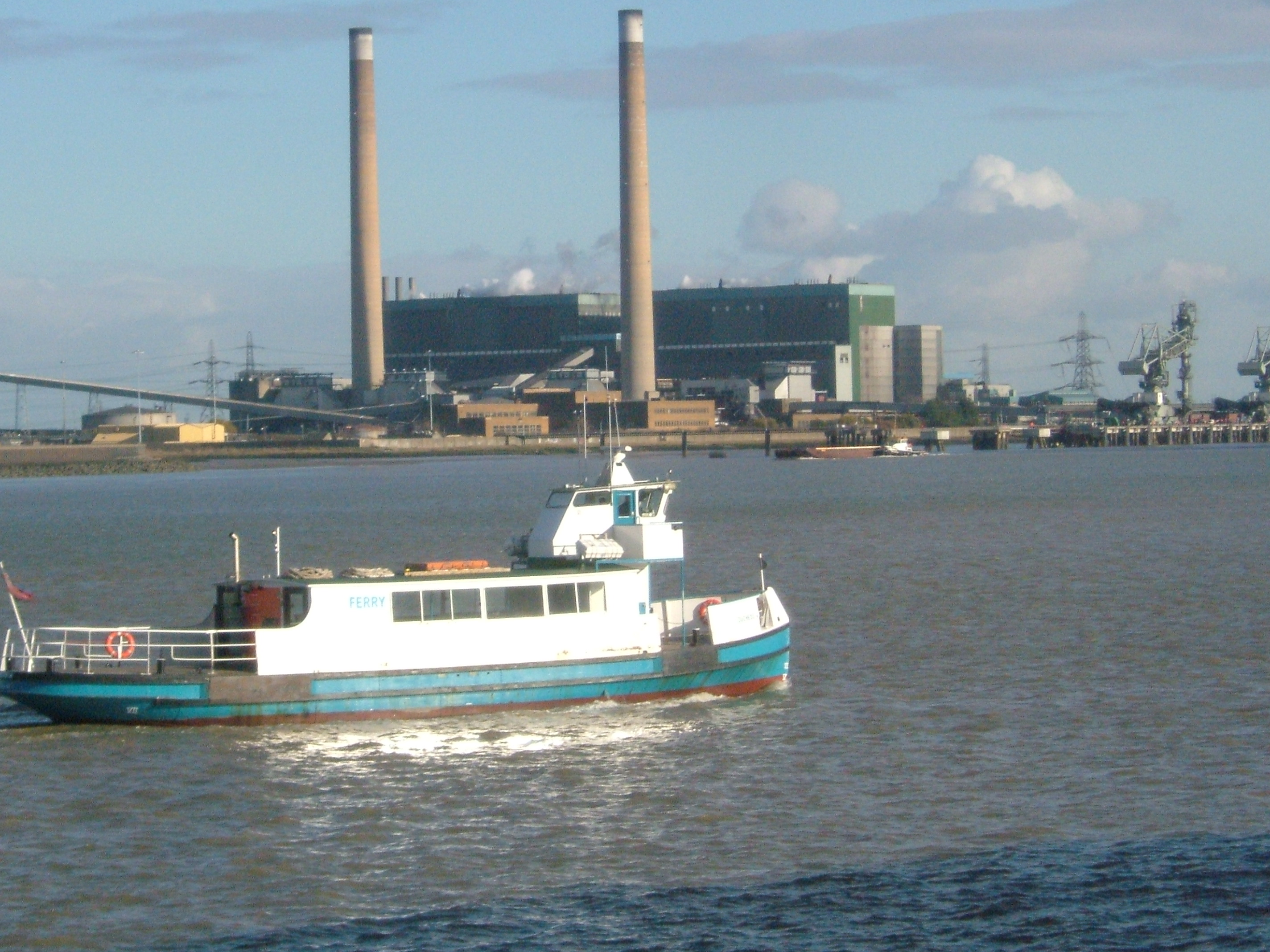
Паром на фоне электростанции Тилбити

Паром Грэйвсенд — Тилбери — самая нижняя переправа на Темзе. Эта пассажирская паромная переправа функционирует на юго-востоке Англии.

## Описание
Переправа соединяет населённые пункты Грэйвсенд (в графстве Кент) и Тилбери (в графстве Эссекс).
Паромы ходят каждые 30 минут с 6:00 до 19:00 с понедельника по воскресенье. Управляющая компания — Lower Thames & Medway Passenger Boat Company.
Паром субсидируется за счёт двух советов: совета города Таррок (графство Эссекс) и совета графства Кент. За счёт этого соглашения обеспечивается общественный доступ на переправу в точке впадения Темзы в Северное море.

## История
На этом месте существовали гребные и парусные переправы, их в 1855 году заменили паровые суда.
На линии работали три парохода с гребными колёсами: «Tilbury», «Earl of Essex» и «Earl of Leicester».
Позже, в 1862 году эта линия была приобретена железнодорожной линией Лондон — Тилбури — Саутенд.
Интеграция этого приобретения позволило связать железнодорожную линию с городом Тилбери в графстве Эссекс.
Эта компания в 1883 году пополнила флот новым судном «Tilbury».
Позже, в 1893—1894 годах была построена серия новых двухвинтовых паромов: «Carlotta», «Rose», «Catherine»(1) и «Gertrude».
С 1911 года на линию вышел более крупный пароход «Edith».
В 1912 году железнодорожную линию Лондон-Тилбури-Саутенд приобрела компания Midland Railway.
Эта переправа, несмотря на смену владельца, до 1920 года практически не претерпела изменений: Midland Railway не считала нужным увеличивать водоизмещение флота, пока в 1922 году паром «Tilbury» не пошёл на слом.
С 1927 года по этому маршруту был запущен автомобильный паром.
Он существовал до открытия в 1963 году переправы в Дратфорде.
После этого в 1964 году автомобильный паром перестал функционировать.

Паромы линии в конце XIX — в начале XX века
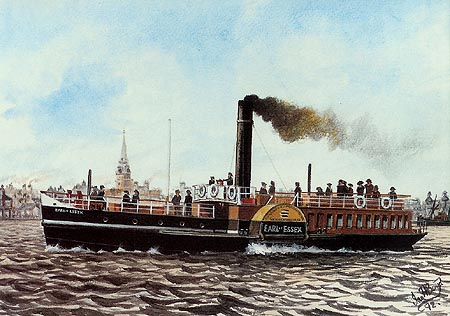
Пароход с гребными колёсами «Earl of Essex» на картине конца XIX века
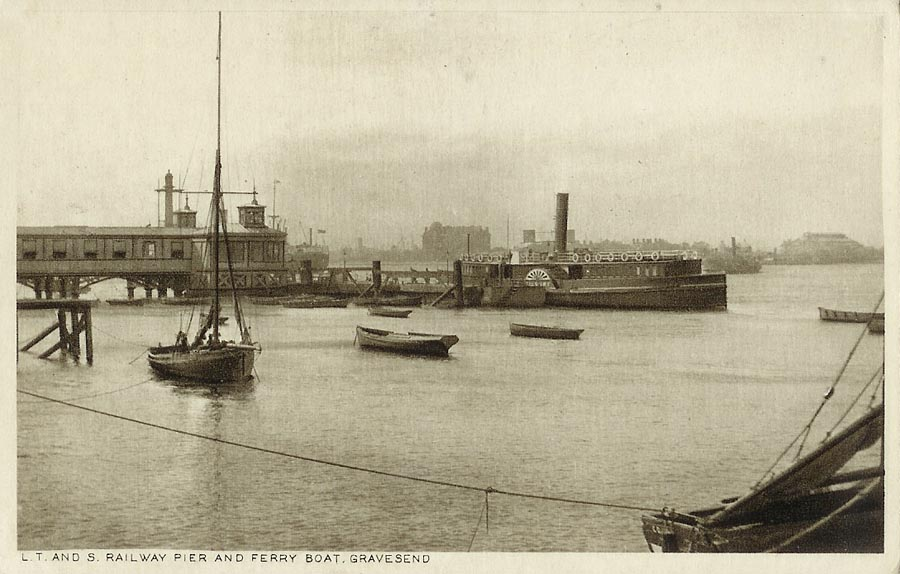
Винтовой пароход «Tilbury»(2), почтовая открытка
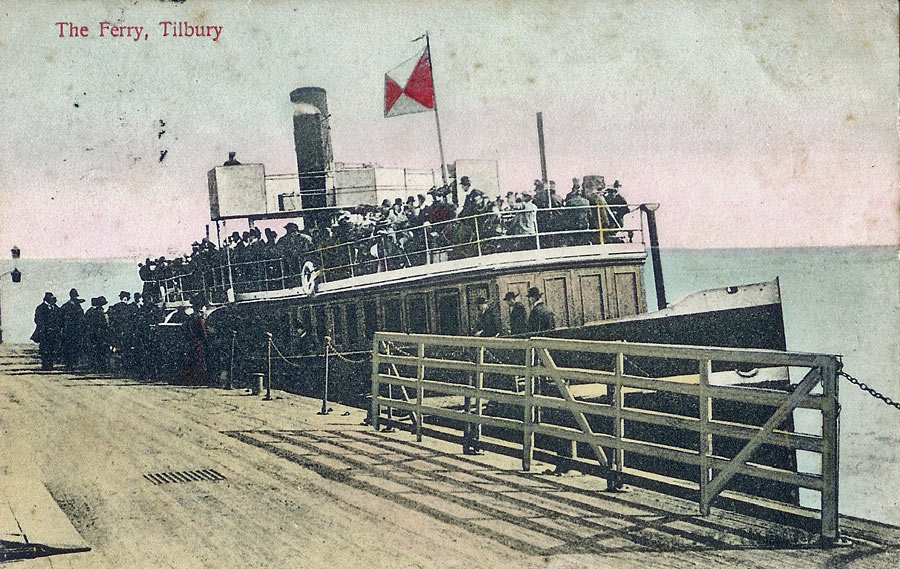
Винтовой пароход «Carlotta» серии 1893—1894 годов, почтовая открытка